# La casa dels esperits (pel·lícula)
La casa dels esperits (títol original en anglès: The House of the Spirits) és un film dramàtic de Bille August dirigida l'any 1993, adaptada de la novel·la homònima d'Isabel Allende, publicada l'any 1982. El film conta la vida d'una jove anomenada Clara durant la dictadura militar de Xile, i el record de la seva història familiar, principalment l'ascens del seu marit, Esteban Trueba. El film va guanyar uns quants premis. Ha estat doblat al català.
Els papers principals són interpretats per Jeremy Irons, Meryl Streep, Glenn Close, Winona Ryder, Antonio Banderas i Vanessa Redgrave.

## Argument
A Amèrica del Sud, Clara és una noia extraordinària, és capaç de predir el futur. El dia de la mort de la seva germana gran Rosa, és con vençuda de ser culpable de la seva mort i decideix no parlar-ne mai més. A l'edat adulta torna a agafar gust a la vida al costat d'Esteban, el ric propietari de l'Hacienda anomenada Tres Marías. Clara s'hi casa i li dona una filla, Blanca. La vida és bella a Tres Marías, però la revolta creix entre els obrers. Blanca no és insensible a l'encant del líder, Pedro.

## Repartiment
| Paper                    | Actor                 | Veu catalana         |
| Clara del Valle Trueba   | Meryl Streep          | Maria Jesús Lleonart |
| Férula Trueba            | Glenn Close           | Maifé Gil            |
| Esteban Trueba           | Jeremy Irons          | Jaume Comas          |
| Blanca Trueba            | Winona Ryder          | Núria Domenech       |
| Pedro Tercero García     | Antonio Banderas      | Pep Anton Muñoz      |
| Nivea del Valle          | Vanessa Redgrave      | Elsa Fabregas        |
| Tránsito Soto            | Maria Conchita Alonso | Teresa Manresa       |
| Severo del Valle         | Armin Mueller-Stahl   | Arseni Corsellas     |
| el Comte Jean de Satigny | Jan Niklas            | Pep Ribas            |
| Pancha García            | Sarita Choudhury      |                      |
| Pedro Segundo García     | Joachim Martinez      | Norbert Ibero        |
| Dr. Cuevas               | Hans Wyprächtiger     |                      |
| Clara, de jove           | Jane Gray             |                      |
| Pare Antonio             | Joost Siedhoff        |                      |
| el polític               | Dennys Hawthorne      | Josep Maria Ullod    |
| Esteban García           | Vincent Gallo         | Santi Lorenz         |
| Rosa del Valle           | Teri Polo             |                      |

## Diferències amb la novel·la
- Rosa, la germana de Clara, té un aspecte físic extraordinari amb cabells verds a la novel·la però no al film.
- Clara no està enamorada d'Esteban des de la seva primera trobada; a la novel·la, d'altra banda diu no haver-lo estimat mai.
- Al llibre, Clara té deu germans i germanes, mentre que al film, no té més que una germana (Rosa).
- Al film, tot una generació és suprimida. La història de Blanca és en realitat la d'Alba, que al film és només una noieta.
- No es menciona al film l'existència de l'oncle Marcos i de la mainadera de Clara
- L'hacienda d'Esteban es diu "Las Tres Marías" al llibre i és una herència de família, quedarà 9 anys al llibre contra 20 al film.
- Pancha García, la filla de la qual Esteban abusa és la germana de Pedro Segundo al llibre i és l'única mencionada al film, fins i tot després del seu matrimoni va violentar altres dones.
- Les competències de Clara són superiors al llibre, pot igualment parlar als fantasmes.
- Al llibre, Esteban i Clara marxen en lluna de mel després del seu matrimoni, es traslladen a una casa a la ciutat, hi tornaran definitivament un estiu.
- Al llibre, Clara porta al món Jamie i Nicolás dos germans bessons, els dos germans s'enamoraran d'Amanda, i el seu germà Miguel s'enamorarà d'Alba. Amanda i Miguel són d'altra banda absents al film.
- Al llibre, Pedro Segundo té el mateix nom que el seu pare, el seu fill es diu Pedro Tercero i toca la guitarra; al film, la seva cançó és reemplaçada per un poema i no toca la guitarra.
- Al llibre, Blanca no és enviada a una escola estrangera, és simplement enviada a una institució en la ciutat, no marxa a l'estranger sinó després d'un sisme però fingeix una malaltia per retrobar-se amb els seus pares en l'hacienda.
- Clara i Blanca tornen a la ciutat després que Clara ha estat assotada per Esteban. Al film, Clara torna a la casa dels seus pares.
- Al llibre, Esteban talla tres dits a Pedro.
- Blanca es casa amb el Comte Jean de Satigny al llibre, però abandona la parella embarassada després d'haver descobert la seva perversitat.
- Al llibre, el fill il·legítim d'Esteban, Esteban García, abusa d'Alba i no de Blanca, i la besa a la força quan fa catorze anys.
- Pedro i Blanca es tornen a veure abans la festa del referèndum.
- Al llibre, Alba creu que el seu pare és el Comte i que el seu pare és un amic de Blanca.
- Al llibre, Alba és una adolescent durant el cop d'estat, no una nena. Participa en manifestacions revolucionàries i es detinguda per la policia per haver estat la xicota de Miguel, i es torturada pel fill il·legitim d'Esteban, l'escena té lloc al film amb Blanca per haver estat la xicota de Pedro.
- Blanca i Pedro marxen al Canadà sense Alba al llibre.
- Esteban Trueba mor a la seva casa a prop d'Alba confonent-la amb Clara i Rosa, mentre que al film, mor a l'hacienda amb lànima de Clara.
- Al final del llibre, Alba està embarassada però no sap sí és de Miguel.

## Al voltant de la pel·lícula
El film va ser rodat en part a Dinamarca però algunes escenes han estat rodades a Lisboa i a l'Alentejo a Portugal.
A Europa va ingressar 55 milions les primeres setmanes, als Estats Units ans al contrari va ser un fracàs comercial, hi va recaptar només 6,3 milions de dòlars, per un pressupost de 40 milions de dòlars.

## Premis i nominacions
- Bavarian Film Awards[3]
- German Film Awards[8]
- German Phono Academy
- Golden Screen
- Guild of German Art House Cinemas
- Havana Film Festival
- Robert Festival :
  - Best Editing (Årets klipning): Janus Billeskov Jansen
  - Best Film (Årets danske spillefilm): Bille August
  - Best Guió (Årets manuskript): Bille August
  - Best Sound (Årets lyd): Niels Arild